# Alexandre Mayer
Pour les articles homonymes, voir Mayer.
Henry Alexandre Mayer, né le 29 avril 1998, est un coureur cycliste mauricien.

## Biographie
Alexandre Mayer est le neveu de l'ancien cycliste mauricien Colin Mayer, mort dans un accident de vélo en 2009. Tout ce comme dernier, il pratique le cyclisme depuis son plus âge. Il devient à plusieurs reprises champion de Maurice dans les catégories de jeunes, sur route et en VTT.  
En 2016, il participe aux championnats d'Afrique juniors (moins de 19 ans), disputés à Benslimane. Il évolue ensuite sur le circuit amateur français, avec les Girondins de Bordeaux puis le club Fybolia-Locminé Auto. Durant cette période, il remporte notamment une étape du Tour Cycliste Antenne Réunion en 2018. 
En 2019, il s'impose sur la course en ligne et le contre-la-montre par équipes des Jeux des îles de l'océan Indien, avec plusieurs de ses compatriotes. Il remporte également le championnat de Maurice sur route puis le Tour de Maurice en 2020, après avoir terminé deuxième de l'édition précédente. 
En 2021, il conserve son titre de champion national devant Yannick Lincoln. Il se classe par ailleurs troisième du Tour de Maurice. En 2022, il devient champion de Maurice sur route pour la troisième fois de sa carrière . Avec la délégation mauricienne, il s'impose sur le contre-la-montre par équipes mixte des championnats d'Afrique. On le retrouve également au départ des Jeux du Commonwealth, où il court en VTT et sur route.

## Palmarès sur route

### Par année
- 2011
  -  Champion de Maurice sur route minimes
- 2013
  -  Champion de Maurice sur route cadets
- 2017
  - Prix Narcisse Hériveau
  - 3e du championnat de Maurice sur route
- 2018
  - 1re étape du Tour Cycliste Antenne Réunion
- 2019
  -  Médaillé d'or du contre-la-montre par équipes aux Jeux des îles de l'océan Indien
  -  Médaillé d'or de la course en ligne aux Jeux des îles de l'océan Indien
  - 2e du Tour de Maurice
- 2020
  -  Champion de Maurice sur route
  - Tour de Maurice :
    - Classement général
    - 3e et 4e étapes
- 2021
  -  Champion de Maurice sur route
  - Circuit de Champs de Mars
  - 3e du championnat de Maurice du contre-la-montre
  - 3e du Tour de Maurice
- 2022
  -  Champion d'Afrique du contre-la-montre par équipes mixte
  -  Champion de Maurice sur route
  - Circuit du Champs de Mars
  - 2e du championnat de Maurice du contre-la-montre
  - 3e du Tour de Maurice
- 2023
  -  Champion d'Afrique du contre-la-montre par équipes mixtes
  -  Médaillé d'or du contre-la-montre par équipes aux Jeux des îles de l'océan Indien
  - 2e du championnat de Maurice du contre-la-montre
  -  Médaillé d'argent du contre-la-montre aux Jeux des îles de l'océan Indien
  -  Médaillé d'argent de la course en ligne aux Jeux des îles de l'océan Indien
  - 3e du championnat de Maurice sur route
- 2024
  -  Médaillé d'or de la course en ligne aux Jeux africains
  -  Médaillé d'or du contre-la-montre par équipes mixtes aux Jeux africains
  - 2e du Tour de Maurice
  - 2e du championnat de Maurice sur route
  -  Médaillé de bronze du contre-la-montre par équipes aux Jeux africains
  - 3e du championnat de Maurice du contre-la-montre
  - 9e du championnat d'Afrique sur route
- 2025
  -  Champion de Maurice du contre-la-montre
  - 2e du championnat de Maurice sur route
  - 3e du Lincoln Grand Prix

### Classements mondiaux
| Année                                 | 2017  | 2018  | 2019  | 2020 | 2021 | 2022 | 2023 | 2024 |
| ------------------------------------- | ----- | ----- | ----- | ---- | ---- | ---- | ---- | ---- |
| Classement mondial                    | 1751e | 2046e | 2146e | 659e | 813e | 544e | 579e | 183e |
| UCI Asia Tour                         | 281e  | nc    |       |      |      |      |      |      |
| UCI Africa Tour                       | nc    | 140e  | 124e  | 18e  | 33e  | 18e  | 25e  | 3e   |
|                                       |       |       |       |      |      |      |      |      |
| Légende : nc = non classéSource : UCI |       |       |       |      |      |      |      |      |

## Palmarès en VTT
| - 2013 - Champion de Maurice de cross-country cadets - 2014 - Champion de Maurice de cross-country cadets - 2015 - Champion de Maurice de cross-country juniors - 2019 - Champion de Maurice de cross-country - 2020 - Champion de Maurice de cross-country | - 2021 - Champion de Maurice de cross-country - 2022 - Champion de Maurice de cross-country - Champion de Maurice de cross-country marathon - 2023 - Champion de Maurice de cross-country marathon - 2024 - Champion de Maurice de cross-country marathon |  |